# Taylour Paige

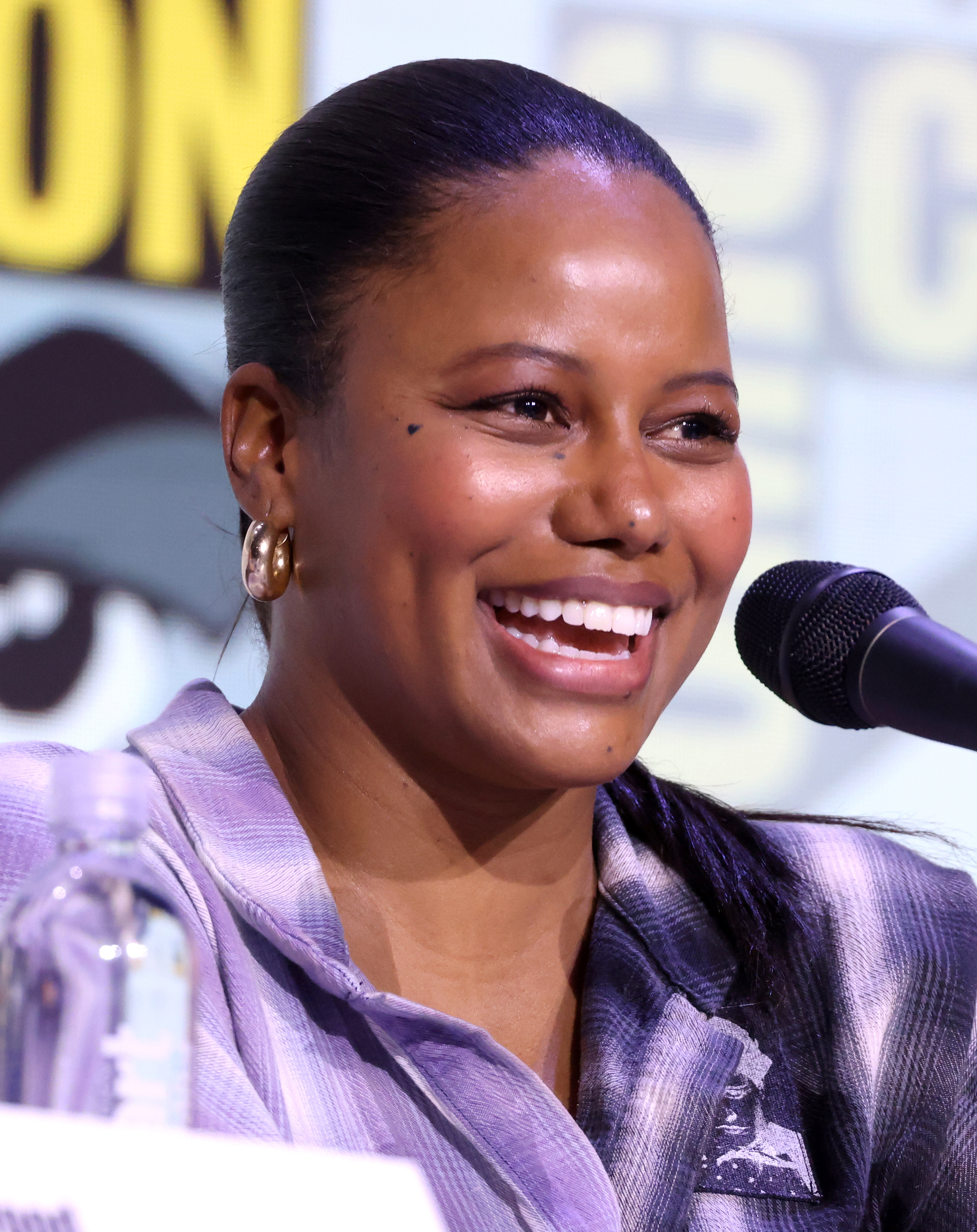
Taylour Paige (2025)

Taylour Dominique Paige (* 5. Oktober 1990 in Santa Monica, Kalifornien) ist eine US-amerikanische Schauspielerin und Tänzerin. Bekanntheit erlangte sie vor allem durch die Rolle der Ahsha Hayes aus der Serie Hit the Floor.

## Leben und Karriere
Taylour Paige wurde in Santa Monica geboren und wuchs zusammen mit einem Bruder in Inglewood, im Los Angeles County, auf. Bereits in jungen Jahren trainierte sie an der Westside Ballet Academy. 2001 wurde sie Schülerin der Schauspielerin, Tänzerin und Choreografin Debbie Allen, mit der sie seitdem zusammenarbeitet. Nach dem Schulabschluss schloss sie ein Studium an der Loyola Marymount University erfolgreich ab. Bevor sie sich entschied, das College abzuschließen, um als Schauspielerin zu arbeiten, war sie für eine kurze Zeit Cheerleaderin der Los Angeles Lakers.
Erstmals als Darstellerin vor der Kamera war Paige 2008 im Disney-Film High School Musical 3: Senior Year, für den sie als Tänzerin verpflichtet wurde, zu sehen. Nach einigen kleineren Fernsehproduktionen wurde sie 2013 als Ahsha Hayes in einer der Hauptrollen der Serie Hit the Floor besetzt. Diese Figur spielte sie bis 2016 in den ersten vier Staffeln der Serie. Die dargestellte Figur war wie Paige selbst ebenfalls Cheerleaderin bei den fiktiven Los Angeles Devil Girls. Nach diesem Engagement folgten Auftritte in den Serien Ballers und Grey’s Anatomy. 2016 war sie in der Hauptrolle der Jean Jones im Film Jean of the Joneses zu sehen. 2018 trat sie als Cathy Volson-Curry im Kriminalfilm White Boy Rick in einer Nebenrolle auf. 2020 war sie in der Hauptrolle der Aziah „Zola“ King, einer Kellnerin und Stripperin, in der Komödie Zola zu sehen, die auf dem Sundance Film Festival uraufgeführt wurde. Der Film basierte auf einer wahren Begebenheit, die sich im Jahr 2015 abspielte. In Vorbereitung auf die Rolle arbeitete sie tatsächlich eine Zeit lang als Stripperin, auch aufgrund finanzieller Engpässe. Ebenfalls 2020 übernahm sie im Filmdrama Ma Rainey’s Black Bottom als Dussie Mae eine Nebenrolle. 2024 spielte sie neben Eddie Murphy seine Filmtochter in Beverly Hills Cop: Axel F.

## Persönliches
Paige ist seit 2019 mit dem Schauspieler Jesse Williams liiert.

## Filmografie (Auswahl)
- 2008: High School Musical 3: Senior Year
- 2011: Mousetrap (Kurzfilm)
- 2013–2016: Hit the Floor (Fernsehserie, 33 Episoden)
- 2015: Touched
- 2015: Ballers (Fernsehserie, 2 Episoden)
- 2016: Jean of the Joneses
- 2016: Grey’s Anatomy (Fernsehserie, Episode 13x04)
- 2018: White Boy Rick
- 2019: The Baxters (Fernsehserie, 6 Episoden)
- 2020: Zola
- 2020: Ma Rainey’s Black Bottom
- 2021: Boogie
- 2022: Sharp Stick
- 2022: Mack & Rita
- 2023: Magazine Dreams
- 2023: The Toxic Avenger
- 2024: Beverly Hills Cop: Axel F
- 2024: Brothers
- 2024: The Trainer
- 2024: The Baxters (Fernsehserie, 4 Episoden)